# أنابيل (فلم)
أنابيل (بالإنجليزية: Annabelle) هو فلم رعب أُصدر في 2014، و9 أكتوبر 2014، في ألمانيا، و16 أكتوبر 2014، في المجر. الفيلم من إنتاج نيو لاين سينما، ومن توزيع وارنر برذرز وإنتركوم ‏
، وقد أخرجه جون ر. ليونيتي ‏
تدور قصته حول دمية مسكونة بالارواح الشيطانية اسمها انابيل اشتراها أحد الرجال كهدية لزوجته التي تملك مجموعة من الدمى ولكن انابيل كانت خطيرة جدا وقد حاولت تلك الارواح قتل ابنتهما الصغيره وقد استدعوا رجال الدين وعلماء النفس إلى أن إنتهى الأمر بسلام وأمان.

## القصة
في سانتا مونيكا، كاليفورنيا، يقدم الطبيب جون فورم لزوجته الحامل ميا دمية بورسلين عتيقة نادرة كهدية لطفلهما الأول ليتم وضعه في مجموعة من الدمى في حضانة ابنتهما.
في تلك الليلة، انزعج الزوجان من أصوات جيرانهم المجاورين هيغينز وهم يُقتلون أثناء غزو منزل. بينما تستدعي ميا الشرطة، تتعرض هي وجون للهجوم من قبل قتلة هيغينز. وصلت الشرطة وأطلقت النار على قاتل رجل قتل بينما تنتحر القاتلة بقطع رقبتها داخل الحضانة وهي تحمل الدمية. تحدد التقارير الإخبارية المهاجمين على أنهم ابنة هيغينز المنفصلة أنابيل، وصديقها المجهول الهوية وكلاهما عضو في طائفة تمارس طقوس شيطانيه وتضحيات بشريه.
في الأيام التي أعقبت الهجوم تحدث سلسلة من الأنشطة الخارقة حول مقر إقامة النماذج. بعد ذلك، تلد ميا طفلة سليمة. تسمي هي وجون طفلتهما ليا. تستأجر الأسرة شقة في باسادينا وبعد العثور على الدمية التي تركها جون منذ هجوم أنابيل السابق في أحد صناديقها ابتليت ميا وابنتها بمجموعة أخرى من الأحداث الخارقة.
في الليلة التالية يطارد الوجود الخبيث ميا وابنتها في شقتهما حيث تعتقد أنه شبح أنابيل بعد أن واجهت شخصية مظلمة ومرعبة في قبو المبنى، والتي بدأت في ملاحقتها قبل أن تهرب.
تستدعي ميا المحقق كلاركين لجمع معلومات عن أنابيل والطوائف وتعلم أن الطائفة تنوي استدعاء كائنات خارقة للطبيعة. بمساعدة بائعة الكتب وزميلتها المستأجرة إيفلين أدركت ميا أن الطائفة تمارس عبادة الشيطان الأمر الذي استدعى شيطانًا تبع الأسرة بعد أن انتقلوا إلى شقتهم من أجل المطالبة بالروح. عند العودة إلى المنزل، تعرضت ميا وليا للهجوم من قبل الشيطان الذي كشف عن نفسه أثناء التلاعب بالدمية. تواصل ميا وجون مع كاهن رعيتهما (الأب بيريز) والذي يخبرهما أن الشياطين أحيانًا تعلق نفسها بأشياء غير حية كميزة لتحقيق أهدافهم وأنه يجب تقديم روح بشرية كتضحيه لغرض ما. بدون أي أمل في طرد الشيطان من الدمية قرر الأب بيريز أن يأخذها بعيدًا لطلب المساعدة من آل وارين للتحقيق. ولكن قبل أن يتمكن من دخول الكنيسة يهاجمه الشيطان الذي ينتحل شخصية أنابيل ويمسك بالدمية ويصيب ألأب بيريز.
يدخل الكاهن المستشفى في اليوم التالي، وعندما يفحصه يوحنا يحذر الأب بيريز الأخير من أنه بعد استشعار حضوره القوي، فإن نية الشيطان الحقيقية هي المطالبة بروح ميا.
في تلك الليلة بينما كانت إيفلين تزور ميا يستخدم الشيطان الشكل الجسدي للأب بيريز للتسلل إلى الشقة واختطاف ليا من أجل روح والدتها. لتجنيب ابنتها تحاول ميا القفز من النافذة مع الدمية لإعتقدها أن ذلك الكائن سيتوقف عن مطارده ابنتها إذا قامت بالتضحية بنفسها وتقديم روح بشريه لكن جون يصل في الوقت المناسب مع إيفلين لإيقافها فتقرر إيفلين الانتحار بدلاً من ميا كتعويض عن التسبب في حادث سيارة أدى إلى وفاة ابنتها روبي منذ سنوات.
عندما يتم لم شمل الأشكال يختفي الشيطان والدمية بينما تكون ليا بأمان داخل سريرها.
بعد ستة أشهر، تشتري أم الدمية من متجر تحف كهدية لابنتها ديبي، طالبة التمريض والتي تظهر في بدايه الفيلم قبل ان يحدث فلاش باك للأحداث لفهم سبب تحول انابيل لدميه شريره.

## طاقم التمثيل
- ألفريه دارد بدور إيفلين
- بريان هاو (ممثل) بدور بيت هيجينز
- أنابيل واليس بدور ميا
- وارد هورتون بدور جون فورم
- توني أمندولا بدور الأب بيريز
- كيري أومالي بدور شارون هيجينز[4]
- غابرييل بيتمان بدور روبرت
- شيلو نيلسون بدور نانسي
- جيف وينر في دور الجار
- كيرا دانيلز في دور أنابيل هيجينز البالغة من العمر 7 سنوات
- روبن بيرسون روز بدور الأم
- كامدن سنجر كاتب
- مورجانا ماي بدور ديبي
- آمي تيبتون بدور كاميلا
- زاك باباس في دور ريك
- ساشا شيلدون ممرضة
- كريستوفر شو بدور فولر
- جوزيف بشارة كشيطان

## الإنتاج

### التصوير
في البداية 17 يناير 2014 تم تصوير الفليم في كوفينا (كاليفورنيا) ولاحقاً في 27 فبراير 2014 صوّر الفيلم في لوس أنجلوس.

### الموسيقى
موسيقى الفيلم التصويرية من تلحين مؤلف الموسيقى جوزيف بشارة الذي لحنها في 24 أبريل 2014. ونشرت شركة «واتيرتوير ميوزك» ألبوم الموسيقى التصويرية للفيلم في 30 سبتمبر 2014.

## الاستقبال
أنابيل آراء سلبية بشكل عام من النقاد، الذين شعر العديد منهم بالفيلم أدنى من سابقه. أبلغ موقع مجمع المراجعة على الويب Rotten Tomatoes عن نسبة موافقة تبلغ 29٪ بناءً على 130 مراجعة بمتوسط تقييم 4.41 / 10. يقرأ الإجماع النقدي للموقع «أنابيل تقترض بلا خجل من أفلام الرعب الأفضل، المحتوى لتترك المشاهدين بسلسلة من الهزات الرخيصة التي تفشل في البناء على أكثر فاعلية بكثير The Conjuring.» في Metacritic ، يحتوي الفيلم على متوسط مرجح درجة 37 من 100 بناءً على 27 نقادًا مما يشير إلى «المراجعات غير المواتية بشكل عام». Audiences polled by سينماسكور gave the film a grade of "B" on an A+ to F scale. الجماهير التي استطلعت آراءها CinemaScore أعطت الفيلم درجة "B" على مقياس A + إلى F.
انتقد فرانك شيك من هوليوود ريبورتر الفيلم بسبب رخص إنتاجه وسيناريته، لكنه كان إيجابيًا تجاه أداء الممثلين قائلاً: «الفيلم في النهاية مخيف للغاية وصيغة لن تنساه».
سكوت Foundas of Variety أعطى الفيلم مراجعة إيجابية، واصفًا الفيلم بأنه «ملهم» ولكنه رخيص بشكل دوري. وأضاف «عرضًا مستقلاً من بيت الرعب الفائق لجيمس وان The Conjuring الذي (جزئيًا) يعوض عن تأثيرات الصدمة الخام، لكنه يفتقر إلى الغلاف الجوي. تم تصميمه بشكل أساسي كمركبة بطولة للدمى التي تحمل اسمًا زاحفًا مثل الجحيم (التي تتفوق بسهولة على نجومها من البشر)، هذا الفيلم السريع WB / New Line هو عطش عشاق النوع المتشدد وهو إلى حد بعيد أفضل فيلم رعب في العام».
قدم بيت هاموند من الموعد النهائي للفيلم مراجعة إيجابية وقال إن عرض الدمى المخيف تركه يتوق إلى تشاكي في مسرحية الطفل. وأضاف: "ربما لا تزال أنابيل تجتذب عشاق الرعب في شهر الهالوين هذا، وسوف يرتعدون من مخاوف هذا الفيلم.

## وصلات خارجية
- مقالات تستعمل روابط فنية بلا صلة مع ويكي بيانات